# 矢作綾加
矢作 綾加（やはぎ あやか）は日本の作詞家。東京都生まれ。所属事務所はアワーソングス（ケイダッシュ）。

## 略歴
幼少期に香港、イギリスに8年ほど在住。
明治学院中学校・明治学院東村山高等学校、上智大学文学部心理学科卒業。
大学卒業後、レコード会社やガイドブックの編集プロダクション等での職務を経験。その間執筆業に携わる。
退職の後、ケイダッシュグループのアワーソングスと作詞家としての専属契約を締結。
以後、ジャンルを問わず楽曲の歌詞提供や歌詞ディレクション、キャッチコピーや小説執筆などで活動。

## 主な作詞提供
- 松岡卓弥
  - snow flake
- MAYU SEKIYA from BESTIEM
  - Just by your side
- MAYU FURUHASHI from BESTIEM
  - Touch your heart, Feel your beat
- BESTIEM
  - Hanky Panky Funly punky! Feat. MIRI
- ジェジュン
  - Sign
  - 君だけになる前に
  - Ray of Light
  - We’re（日本語訳詞協力）
- 下川みくに
  - 告白
  - 純恋（ayaka.y名義）
- Mari & BUX BUNNYシーズン２
  - The Haze And Tide
  - Tic Tac Toe
- 真空ホロウ
  - あのね
  - ただ今日を消化するために生きています。
  - 水縹-mihanada-
  - なんてことないね
  - おんなごころ
  - ズーフィリズム（共作詞）
  - 仮想行列（共作詞）
  - マイムマイム（共作詞）
  - プリーズアップデート（共作詞）
  - 知らんけど（共作詞）
  - 夢のあとの祭（共作詞）
  - あの日、君は小さな骨になった（共作詞）
  - アトサキ
  - IKIRU（共作詞）
  - 胃にやさしい生活（共作詞）
  - デスマッチングサービス（共作詞）
  - バイバイゲーム（共作詞）
  - もしもし（共作詞）
- First place
  - ending dream
  - 青
  - 証明-アカシ-
- ISEKI
  - いつかの雨（共作詞）
  - Good Night（共作詞）
  - 泡沫の灯（共作詞）
  - 徒花（共作詞）
  - ハレルヤ（共作詞）
  - reflection（共作詞）
  - 波音が聴こえる（共作詞）
  - TORCH
- ANIMAL HACK
  - グッドバイ・ハイヒール（feat.真空ホロウ）
- 大阪☆春夏秋冬
  - mellow mellow
- all at once
  - 12cm（共作詞）
  - 23:59
  - Two of us
- EUPHORIA
  - PROMISE
- みきなつみ
  - Letter（共作詞）
  - 君が普通に生きてるなんて嫌だ（共作詞）
  - GIRL（共作詞）
- ISEKI×松本明人（真空ホロウ）
  - 太陽と曇り空（共作詞）
- B-PROJECT
  - ROAR
  - Seize your light
- 井手綾香
  - So much to tell
  - 琥珀花火
- Pipping Hot
  - Beyond VANITAS
  - Catastrophe Bomb
  - Limitation=Imitation
- リズムゲーム"ブラックスター -Theater Starless-"
  - The Lament moon
  - The Die is Cast
  - Period..
  - 夜のしじま
- Absolute area
  - ノスタルジア（共作詞）

　　　※ドラマ"体感予報"エンディング主題歌
- リュ・ジヒョン
  - To You -Japanese ver.-（日本語作詞）
  - Green Light -Japanese ver.-（日本語作詞）
- Lonesome_Blue
  - To our blue
  - I'm done（共作詞）
  - Go Nuts

- われらがプワプワプーワプワ
  - (動悸)²

## 著書

### エッセイ
- 集英社「小説すばる」2023年8月号内コーナー"偏愛体質"『そこに沼がある限り』

### 小説
- 集英社「小説すばる」2024年11月号掲載 読切中編『虫月夜』

## 脚本
- 朗読劇『透明の季節』

出演：珠城りょう、岡田亮輔、渡辺大